# ایرزون
ایرزون (انگلیسی: Irurzun؛ زادهٔ ۲۱ مارس ۱۹۷۵) بازیکن فوتبال اهل اسپانیا است.
از باشگاه‌هایی که در آن بازی کرده‌است می‌توان به باشگاه فوتبال رئال مادرید سی، باشگاه فوتبال رئال مادرید، باشگاه خیمناستیک تاراگونا، باشگاه فوتبال اسپورتینگ خیخون، باشگاه فوتبال پومفرادینا، باشگاه فوتبال اوساسونا، و باشگاه فوتبال مالاگا اشاره کرد.